# Aartswaarde

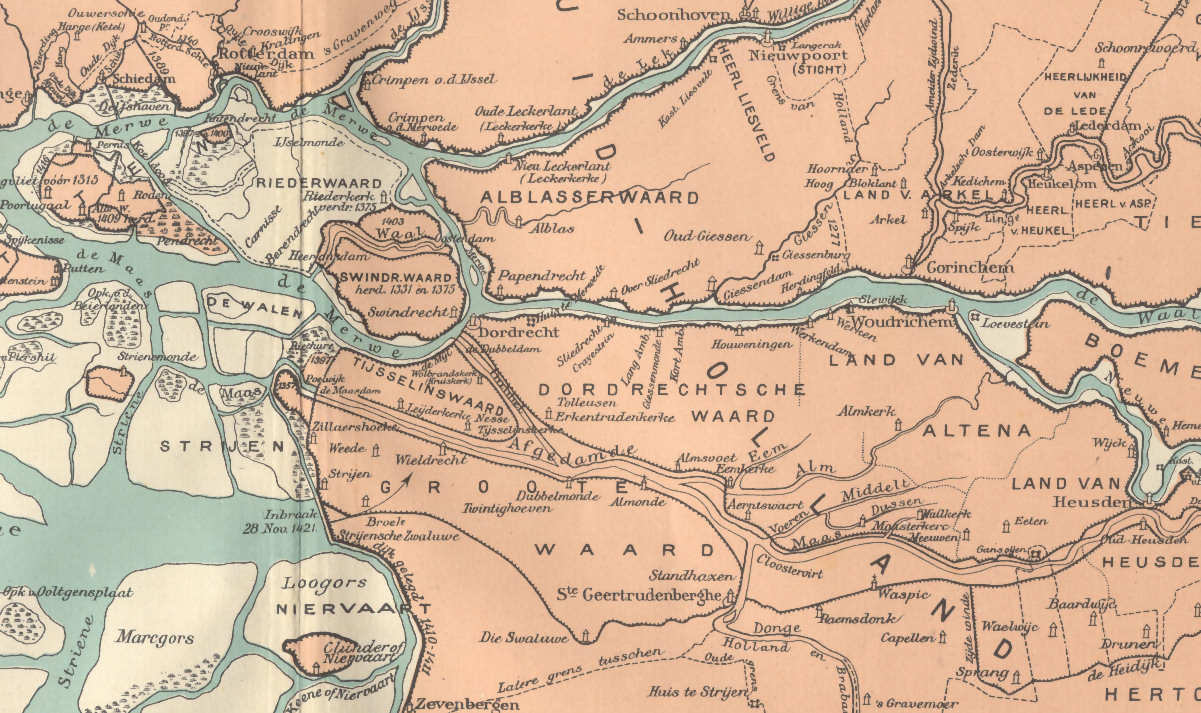
Groote Waard in 1421

Aartswaarde was een heerlijkheid aan de Maas in de Groote of Hollandsche Waard.

## Geschiedenis
In 1188 werd dit gebied ingepolderd en ontstond er een dorpje, Heeraartswaarde of Herradeskerke genaamd. Een eeuw later was er al sprake van een kerkje. Het maakte deel uit van de Grote Waard. Aartswaarde wordt ook genoemd als Aerntswaert en  Heeraartswaarde en ook Arntswaard aan de Maas. Bij Aartswaarde brak tijdens de St Elisabethsvloed van 1421 de dijk door. De heerlijkheid is toen verdwenen.